# Anodonthyla nigrigularis
Espèce
Statut de conservation UICN

 EN B1ab(iii) : En danger
Anodonthyla nigrigularis est une espèce d'amphibiens de la famille des Microhylidae.

## Répartition
Cette espèce est endémique du Sud-Est de Madagascar. Elle se rencontre dans les environs de Nahampoana, dans le parc national d'Andohahela et dans le parc national de Manantantely.

## Description
Anodonthyla nigrigularis mesure de 21 à 24 mm pour les mâles ; la taille des femelles n'est pas connue. Son dos est brun marbré de taches claires, beiges ou grisâtres. Son ventre est uniformément grisâtre ; la gorge est sombre. La peau de son dos est lisse à finement granuleuse. Les mâles ont un seul sac vocal.
Les têtards sont généralement blanchâtres et mesurent jusqu'à 13 mm dont 7,5 mm pour la queue.

## Étymologie
Son nom d'espèce, du latin nigrum, « noir », et gula, « gorge », lui a été donné en référence la coloration de sa gorge.

## Publication originale
- Glaw & Vences, 1992 : A Fieldguide to the Amphibians and Reptiles of Madagascar, p. 1-331  (ISBN 3-929449-00-5) (texte intégral).